# XXXIX Congreso del PSOE
El XXXIX Congreso Federal del Partido Socialista Obrero Español (PSOE) se llevó a cabo los días 16, 17 y 18 de junio de 2017. La fecha fue determinada el 14 de enero de 2017 por el Comité Federal del partido. El Congreso fue precedido por unas elecciones primarias que se celebraron el domingo 21 de mayo de 2017 y en las que los militantes escogieron a Pedro Sánchez como secretario general del partido.

## Candidaturas a la Secretaría General
| Candidaturas | Candidaturas | Candidaturas            | Funciones políticas | Anuncio             | Logo de campaña | Posición                    |
| ------------ | ------------ | ----------------------- | --- | ------------------- | --------------- | --------------------------- |
|              |              | Patxi López (57 años)   | - Diputado por Vizcaya en el Congreso - Expresidente del Congreso - Exlehendakari del Gobierno Vasco - Exsecretario general del PSE-EE-PSOE | 15 de enero de 2017 |                 | Centroizquierda             |
|              |              | Pedro Sánchez (44 años) | - Exsecretario general del PSOE - Exdiputado por Madrid en el Congreso                                                                      | 28 de enero de 2017 |                 | Centroizquierda a Izquierda |
|              |              | Susana Díaz (42 años)   | - Presidenta de la Junta de Andalucía - Secretaria general del PSOE-A                                                                       | 26 de marzo de 2017 |                 | Centro a Centroizquierda    |

## Avales
Los precandidatos tenían que conseguir un 5% de avales con respecto al total de la militancia entre el 20 de abril y el 4 de mayo de 2017.
| \| Avales válidos por candidato \| Avales válidos por candidato \| Avales válidos por candidato \| Avales válidos por candidato \| Avales válidos por candidato \| \| ---------------------------- \| ---------------------------- \| ---------------------------- \| ---------------------------- \| ---------------------------- \| \| Candidatos \| Candidatos \| \| Porcentaje \| Porcentaje \| \| Díaz \| Díaz \| \| 48.14 % \| 48.14 % \| \| Sánchez \| Sánchez \| \| 43.05 % \| 43.05 % \| \| López \| López \| \| 8.81 % \| 8.81 % \| |            |  |            |            |
| Avales válidos por candidato |            |  |            |            |
| Candidatos | Candidatos |  | Porcentaje | Porcentaje |
| Díaz | Díaz       |  | 48.14 %    | 48.14 %    |
| Sánchez | Sánchez    |  | 43.05 %    | 43.05 %    |
| López | López      |  | 8.81 %     | 8.81 %     |

| Avales válidos por candidato | Avales válidos por candidato | Avales válidos por candidato | Avales válidos por candidato | Avales válidos por candidato |
| ---------------------------- | ---------------------------- | ---------------------------- | ---------------------------- | ---------------------------- |
| Candidatos                   | Candidatos                   |                              | Porcentaje                   | Porcentaje                   |
| Díaz                         | Díaz                         |                              | 48.14 %                      | 48.14 %                      |
| Sánchez                      | Sánchez                      |                              | 43.05 %                      | 43.05 %                      |
| López                        | López                        |                              | 8.81 %                       | 8.81 %                       |

## Resultados
| Candidato               | Candidato               | Voto    | Voto    |
| Candidato               | Candidato               | Votos   | %       |
| ----------------------- | ----------------------- | ------- | ------- |
|                         | Pedro Sánchez           | 74 805  | 50,26%  |
|                         | Susana Díaz             | 59 392  | 39,90%  |
|                         | Patxi López             | 14 652  | 9,84%   |
|                         |                         |         |         |
| Total                   | Total                   | 148 937 | 100,00% |
|                         |                         |         |         |
| Votos para candidaturas | Votos para candidaturas | 148 849 | 99,34%  |
| Votos en blanco         | Votos en blanco         | 977     | 0,66%   |
| Votos válidos           | Votos válidos           | 149 826 | 99,92%  |
| Votos nulos             | Votos nulos             | 125     | 0,08%   |
| Participación           | Participación           | 149 951 | 79,90%  |
| Abstención              | Abstención              | 37 864  | 19,42%  |
| Total de militancia     | Total de militancia     | 187 815 | 100,00% |
|                         |                         |         |         |
| Fuente: PSOE            |                         |         |         |

| Comunidad Autónoma (% de voto) |       |       | Patxi López | Ventaja |
| ------------------------------ | ----- | ----- | ----------- | ------- |
| Comunidad Autónoma (% de voto) |       |       |             | Ventaja |
| Andalucía                      | 31,66 | 63,16 | 5,18        | 31,50   |
| Aragón                         | 45,86 | 43,70 | 10,44       | 2,16    |
| Asturias                       | 53,41 | 39,62 | 6,97        | 13,79   |
| Islas Baleares                 | 71,10 | 17,80 | 11,10       | 53,30   |
| Islas Canarias                 | 56,47 | 32,15 | 11,38       | 24,32   |
| Cantabria                      | 71,36 | 14,38 | 14,26       | 56,98   |
| Castilla-La Mancha             | 48,32 | 43,86 | 7,82        | 4,46    |
| Castilla y León                | 53,25 | 37,76 | 8,99        | 15,49   |
| Cataluña                       | 81,90 | 11,75 | 6,35        | 70,15   |
| Ceuta                          | 64,86 | 27,80 | 7,34        | 37,06   |
| Euskadi                        | 40,06 | 7,47  | 52,47       | 12,41   |
| Extremadura                    | 49,15 | 43,65 | 7,20        | 5,50    |
| Galicia                        | 65,74 | 27,00 | 7,26        | 38,74   |
| La Rioja                       | 60,87 | 22,75 | 16,38       | 38,12   |
| Madrid                         | 49,49 | 31,76 | 18,75       | 17,73   |
| Melilla                        | 63,98 | 26,44 | 9,58        | 37,54   |
| Murcia                         | 49,13 | 40,21 | 10,66       | 8,92    |
| Navarra                        | 70,13 | 16,64 | 13,23       | 53,49   |
| Comunidad Valenciana           | 63,07 | 28,22 | 8,71        | 34,85   |
| Europa                         | 53,46 | 33,96 | 12,58       | 19,50   |
| América                        | 37,67 | 51,72 | 10,61       | 14,05   |
| Fuente: PSOE                   |       |       |             |         |

| Provincia (% de voto) |       |       | Patxi López | Ventaja |
| --------------------- | ----- | ----- | ----------- | ------- |
| Provincia (% de voto) |       |       |             | Ventaja |
| Álava                 | 56,66 | 13,92 | 29,42       | 27,24   |
| Albacete              | 51,96 | 43,67 | 4,37        | 8,29    |
| Alicante              | 55,81 | 33,98 | 10,21       | 21,83   |
| Almería               | 36,84 | 58,09 | 5,07        | 21,25   |
| Asturias              | 53,41 | 39,62 | 6,97        | 13,79   |
| Ávila                 | 48,85 | 44,73 | 6,42        | 4,12    |
| Badajoz               | 46,59 | 47,25 | 6,16        | 0,66    |
| Barcelona             | 81,46 | 12,26 | 6,28        | 69,20   |
| Burgos                | 62,45 | 21,05 | 16,50       | 41,40   |
| Cáceres               | 53,91 | 37,08 | 9,01        | 16,83   |
| Cádiz                 | 38,97 | 55,46 | 5,57        | 16,49   |
| Cantabria             | 71,36 | 14,38 | 14,26       | 56,98   |
| Castellón             | 60,42 | 26,57 | 13,01       | 33,85   |
| Ceuta                 | 64,86 | 27,80 | 7,34        | 37,06   |
| Ciudad Real           | 46,99 | 43,20 | 9,81        | 3,79    |
| Córdoba               | 27,33 | 68,57 | 4,10        | 41,24   |
| La Coruña             | 69,62 | 21,38 | 9,00        | 48,24   |
| Cuenca                | 40,28 | 50,18 | 9,54        | 9,90    |
| Gerona                | 80,41 | 6,98  | 12,61       | 67,80   |
| Granada               | 35,48 | 58,48 | 6,04        | 23,00   |
| Guadalajara           | 50,19 | 41,49 | 8,32        | 8,70    |
| Guipúzcoa             | 30,49 | 4,60  | 64,91       | 34,42   |
| Huelva                | 29,89 | 66,99 | 3,12        | 37,10   |
| Huesca                | 34,46 | 51,91 | 13,63       | 17,45   |
| Islas Baleares        | 71,10 | 17,80 | 11,10       | 53,30   |
| Jaén                  | 28,10 | 66,27 | 5,63        | 38,17   |
| León                  | 49,31 | 43,37 | 7,32        | 5,94    |
| Lérida                | 86,10 | 9,27  | 4,63        | 76,83   |
| Lugo                  | 68,60 | 23,38 | 8,02        | 45,22   |
| Madrid                | 49,49 | 31,76 | 18,75       | 17,73   |
| Málaga                | 35,67 | 58,71 | 5,62        | 23,04   |
| Melilla               | 63,98 | 26,44 | 9,58        | 37,54   |
| Murcia                | 49,13 | 40,21 | 10,66       | 8,92    |
| Navarra               | 70,13 | 16,64 | 13,23       | 53,49   |
| Orense                | 55,26 | 39,19 | 5,55        | 16,07   |
| Palencia              | 46,01 | 44,35 | 9,64        | 1,66    |
| Palmas, Las           | 58,17 | 30,35 | 11,48       | 27,82   |
| Pontevedra            | 64,95 | 29,44 | 5,61        | 35,51   |
| Rioja, La             | 60,87 | 22,75 | 16,38       | 38,12   |
| Salamanca             | 52,16 | 37,12 | 10,72       | 15,04   |
| S/C Tenerife          | 54,99 | 33,97 | 11,04       | 21,02   |
| Segovia               | 50,29 | 39,81 | 9,90        | 10,48   |
| Sevilla               | 26,38 | 68,64 | 4,98        | 42,26   |
| Soria                 | 48,67 | 40,67 | 10,66       | 8,00    |
| Tarragona             | 83,09 | 11,47 | 5,44        | 71,62   |
| Teruel                | 54,18 | 30,55 | 15,27       | 23,63   |
| Toledo                | 48,83 | 43,11 | 8,06        | 5,72    |
| Valencia              | 67,40 | 25,75 | 6,85        | 41,65   |
| Valladolid            | 64,19 | 27,96 | 7,85        | 36,23   |
| Vizcaya               | 43,34 | 7,84  | 48,82       | 5,48    |
| Zamora                | 57,07 | 34,35 | 8,58        | 22,72   |
| Zaragoza              | 47,96 | 43,76 | 8,28        | 4,20    |
|                       |       |       |             |         |
| Alemania              | 66,67 | 25,00 | 8,33        | 41,67   |
| Argentina             | 26,49 | 68,21 | 5,30        | 41,72   |
| Bélgica               | 54,22 | 30,12 | 15,66       | 24,10   |
| Chile                 | 80,00 | 20,00 | 0,00        | 60,00   |
| Colombia              | 14,29 | 14,28 | 71,43       | 57,14   |
| Francia               | 50,00 | 30,00 | 20,00       | 20,00   |
| México                | 83,33 | 2,38  | 14,29       | 69,04   |
| Panamá                | 57,14 | 7,15  | 35,71       | 21,43   |
| Perú                  | 45,45 | 36,36 | 18,19       | 9,09    |
| Reino Unido           | 65,00 | 30,00 | 5,00        | 35,00   |
| Rep. Dom.             | 9,52  | 85,71 | 4,77        | 76,19   |
| Suiza                 | 37,50 | 58,33 | 4,17        | 20,83   |
| Uruguay               | 68,81 | 28,44 | 2,75        | 40,37   |
| Venezuela             | 7,32  | 65,85 | 26,83       | 39,02   |
| Fuente: PSOE          |       |       |             |         |

## Delegados por candidato
| Candidato | Candidato     | Delegados | %      |
| --------- | ------------- | --------- | ------ |
|           | Pedro Sánchez | 532       | 53,3%  |
|           | Susana Díaz   | 394       | 39,0%  |
|           | Patxi López   | 78        | 7,7%   |
|           |               |           |        |
| Total     | Total         | 1 004     | 100,0% |

## Encuestas de opinión
| Encuestadora                          | Fecha de trabajo     | Tamaño de muestra |       |       |      | Otro | Indeciso | Ventaja |
| ------------------------------------- | -------------------- | ----------------- | ----- | ----- | ---- | ---- | -------- | ------- |
| Encuestadora                          | Fecha de trabajo     | Tamaño de muestra |       |       |      | Otro | Indeciso | Ventaja |
| Resultados finales                    | 21 de mayo de 2017   | 148 937           | 50,26 | 39,90 | 9,84 | —    | —        | 10,36   |
|                                       |                      |                   |       |       |      |      |          |         |
| Sigma Dos/El Mundo                    | 8-10 de mayo de 2017 | 1 200             | 52    | 27,1  | 14,4 | 6,5  | 6,5      | 24,9    |
| SocioMétrica/El Español               | 16 Abr 2017          | ?                 | 43,2  | 28,9  | 15,4 | 12,5 | 12,5     | 14,3    |
| Sigma Dos/El Mundo                    | 6 Mar 2017           | ?                 | 43,9  | 18,6  | 31,8 | 5,7  | 5,7      | 12,1    |
| GESOP/El Periódico                    | 19-22 Feb 2017       | ?                 | 49,5  | 16    | 26,7 | 7,8  | 7,8      | 22,8    |
| NC Report/La Razón                    | 13–15 Ene 2017       | 207               | 21,3  | 33,8  | 23,2 | —    | 21,7     | 10,6    |
| Sigma Dos/El Mundo                    | 23–29 Dic 2016       | ?                 | 53,8  | 34,7  | —    | —    | 11,6     | 19,1    |
| SocioMétrica/El Español               | 22–29 Dic 2016       | ?                 | 36,6  | 18,4  | 28,9 | 6,9  | 8,8      | 7,7     |
| SocioMétrica/El Español               | 28 Nov–2 Dic 2016    | ?                 | 66,1  | 16,5  | —    | 17,4 | 17,4     | 49,6    |
| MyWord/Cadena SER                     | 17–22 Nov 2016       | ?                 | 35,8  | 16,2  | 17,1 | 4,6  | 4,7      | 18,7    |
| SocioMétrica/El Español               | 31 Oct–4 Nov 2016    | ?                 | 37,7  | 20,7  | —    | 16,6 | 16,6     | 17,0    |
| DYM/El Confidencial                   | 27 Sep–6 Oct 2016    | ?                 | 38,9  | 23,9  | —    | 28,2 | 28,2     | 15,0    |
| SocioMétrica/El Español               | 26–30 Sep 2016       | ?                 | 37,2  | 25,4  | —    | 15,3 | 15,3     | 11,8    |
| Resultados Primarias del PSOE en 2014 | 13 de julio de 2014  | —                 |       | -     | -    | 51,3 | -        | 12,5    |